# 박현우 (프로게이머)
박현우(朴炫宇, 1992년 7월 6일~ )는 대한민국의 전직 스타크래프트 II 프로게이머이자 현 리그 오브 레전드 프로게임단 지도자로 선수 시절 아이디는 Squirtle, 종족은 프로토스였으며 현재 리그 오브 레전드 재팬 리그의 후쿠오카 소프트뱅크 호크스 게이밍의 코치를 맡고 있다.

## 개요

### 스타크래프트
2009년 하반기 드래프트에서 위메이드 폭스의 5차 지명으로 입단하였다.
2010년 9월 29일 은퇴하였다.

### 스타크래프트 ll
스타크래프트 ll 클로즈베타 시절에는 빅쏭웨라라는 이름으로 웨라 클랜에서 활동했었으며, 웨라 클랜이 불미스러운 일로 해체된 이후, 스타테일 팀에 입단했다.
2012년 핫식스 글로벌 스타크래프트 ll 리그 시즌 2 코드 S 결승전에서 정종현을 상대로 4 : 3으로 패해 준우승을 차지했다.
2013년 1월 14일 스타테일과의 연봉 문제로 팀에서 나오게 되었다.
2013년 2월 25일 LG-IM 입단을 발표했다.
2014년 7월 IM과 결별, 무소속 신분이 되었고 같은 해 12월 은퇴한다고 밝혔다.

### 왕자영요
2019년부터 2020년까지 왕자영요 프로게임단인 팀 타이밍의 코치를 역임했다.

## 리그 오브 레전드
2020년 12월 19일 리그 오브 레전드 재팬 리그 소속팀인 후쿠오카 소프트뱅크 호크스 게이밍의 코치로 전격 부임했다.

## 수상 경력
스타크래프트 ll : 프리미어 개인리그 준우승 3회
- 2008년 2008 엘리트학생복 스쿨리그 준우승 (동아공고)
- 2010년 소니 에릭슨 스타크래프트 II OPEN Season 3 16강
- 2011년 소니 에릭슨 글로벌 스타크래프트 II 리그 Jan. Code A 16강
- 2011년 IEM 5 World Championship 스타2 부문 3위
- 2012년 IGN Proleague League 스타2 부문 준우승
- 2012년 IeSF 2012 World Championship 8강
- 2012년 2012 Hot6ix 글로벌 스타크래프트 ll 리그 시즌 2 코드 S 준우승 (vs 정종현 3:4)
- 2012년 2012 월드 챔피언십 시리즈(WCS) 한국대표 선발전 준우승 (vs 장현우 1:2, 2:0 = 4:1)
- 2013년 2013 WCS 코리아 시즌 1 망고식스 글로벌 스타크래프트II 리그 Code S 32강
- 2013년 2013 WCS Korea Season 1 챌린저리그 12강
- 2013년 DreamHack Open Summer 2013 16강
- 2013년 2013 WCS 코리아 시즌 2 옥션 올킬 스타리그 32강
- 2013년 2013 WCS 코리아 시즌 2 챌린저리그 32강
- 2013년 2013 벤큐 글로벌 스타크래프트 II 팀 리그 시즌 1 MVP
- 2013년 2013 WCS 코리아 시즌 3 챌린저리그 48강
- 2014년 2014 WCS 코리아 시즌 1 핫식스 글로벌 스타크래프트 II 리그 코드 S 16강
- 2014년 2014 WCS 코리아 시즌 2 핫식스 글로벌 스타크래프트 II 리그 코드 S 32강